# Kostel Nanebevzetí Panny Marie (Okna)
Kostel Nanebevzetí Panny Marie je barokní kostel náležející pod Římskokatolickou farnost v Oknech. Byl v obci Okna na Českolipsku přestavěn v letech 1756 až 1758 z původně gotické do novější barokní podoby. Je chráněn jako kulturní památka České republiky.

## Historie
Původní gotický kostel byl uveden v záznamech v roce 1384. V letech 1756-1758 byl zcela přestavěn do dnešní barokní podoby.

## Další údaje
Kostel stojí uprostřed obce Okna na katastru Okna v Podbezdězí, u silnice 273. V kostelní věži je velký zvon z roku 1594. V samotném kostele je hlavní oltář z roku 1700 a novější oltář pobočný sv. Jana Nepomuckého původem z kostela v nedalekých Doksech. Z kaple na hradě Bezděz byl sem instalován barokní portál s točenými sloupy a sochami andělů.
Od roku 1958 je kostel zapsán v celostátním seznamu kulturních památek pod číslem 26601/5-3188.